# 피어 안젤리
피어 안젤리(Pier Angeli, 1932년 6월 19일 ~ 1971년 9월 10일)는 이탈리아의 배우이다. 배우 마리사 파반의 쌍둥이 자매이다. 1951년 영화 《테레사》를 통해 미국 영화계에 데뷔해, 1952년에는 골든 글로브상 올해의 영스타상을 수상했다. 향정신성의약품인 바비 튜레이트(Barbiturate) 과다복용으로 사망에 이르렀다.

## 출연 작품
- 옥타맨 (1971)
- 발지 대전투 (1965)
- OSS 117 (1964)
- 소돔과 고모라 (1962)
- 더 앵그리 사일런스 (1960)
- 메리 앤드류 (1958)
- 미트 미 인 라스 베가스 (1956)
- 상처 뿐인 영광 (1956)
- 우리의 삶에서 (1954)
- 은배 (1954)
- 섬브레로 (1953)
- 세 개의 사랑 이야기 (1953)
- 더 라이트 터치 (1952)
- 테레사 (1951)